# Sphaerorrhiza burchellii
Sphaerorrhiza burchellii är en tvåhjärtbladig växtart som först beskrevs av Sylvia Mabel Phillips, och fick sitt nu gällande namn av Roalson och Boggan. Sphaerorrhiza burchellii ingår i släktet Sphaerorrhiza och familjen Gesneriaceae. Inga underarter finns listade i Catalogue of Life.